# Mallochia exilis
Mallochia exilis là một loài tò vò trong họ Ichneumonidae.